# Rivalité Florida State–Miami
La  Rivalité Florida State-Miami (aussi surnommé Z) est une rivalité inter étatique dans le football américain universitaire opposant deux équipes de Floride, les  Seminoles de l'université d'état de Floride basée à Tallahassee et les Hurricane de l'université de Miami basée à Miami.
Cette rivalité compte pour l'attribution du trophée dénommé Florida Cup concernant les trois universités majeures de Floride, Florida, Miami et Floride State. Il est décerné au programme de football américain qui aura battu les deux autres au cours de la saison régulière.
La rivalité a régulièrement obtenu des audiences télévisées très élevées, le match de 2006 étant le match de football universitaire le plus regardé - saison régulière ou bowl - de l'histoire d'ESPN, les rencontres de 2009 et 1994 ayant été respectivement les deuxième et cinquième matchs de saison régulière les plus regardés.
Fin de saison 2024, Miami mène la série avec 36 victoires pour 33 à Florida State.

## Palmarès
Le classement des équipes dans les tableaux ci-dessous est celui de l'Associated Press avant la saison 2014 et celui du comité du College Football Playoff depuis 2014.
| Florida (33)                   | Miami (36)                                    |                                               |
| Plus large victoire            | Miami, 47–0 (1976) Florida State, 47–0 (1997) | Miami, 47–0 (1976) Florida State, 47–0 (1997) |
| Plus longue série de victoires | Florida State, 7 (1963–1972, 2010–2016)       | Florida State, 7 (1963–1972, 2010–2016)       |
| Série en cours sans défaite    | Miami, 1 (depuis 2024)                        | Miami, 1 (depuis 2024)                        |

| N° | Date              | Lieu        | Vainqueur         | Score | Score | Perdant            |
| -- | ----------------- | ----------- | ----------------- | ----- | ----- | ------------------ |
| 01 | 5 octobre 1951    | Miami       | Miami             | 35    | 13    | Florida State      |
| 02 | 25 septembre 1953 | Miami       | Miami             | 27    | 0     | Florida State      |
| 03 | 30 septembre 1955 | Miami       | Miami             | 34    | 0     | Florida State      |
| 04 | 2 novembre 1956   | Miami       | Miami             | 20    | 07    | Florida State      |
| 05 | 8 novembre 1957   | Tallahassee | Miami             | 40    | 13    | Florida State      |
| 06 | 7 novembre 1958   | Miami       | Florida State     | 17    | 07    | Miami              |
| 07 | 3 octobre 1959    | Tallahassee | #9 Miami          | 07    | 06    | Florida State      |
| 8  | 4 novembre 1960   | Miami       | Miami             | 25    | 7     | Florida State      |
| 09 | 5 octobre 1962    | Miami       | #9 Miami          | 07    | 06    | Florida State      |
| 10 | 20 septembre 1963 | Miami       | Florida State     | 24    | 0     | Miami              |
| 11 | 19 septembre 1964 | Miami       | Florida State     | 14    | 0     | Miami              |
| 12 | 24 septembre 1966 | Miami       | Florida State     | 23    | 20    | Miami              |
| 13 | 26 septembre 1969 | Miami       | Florida State     | 16    | 14    | Miami              |
| 14 | 30 octobre 1970   | Miami       | Florida State     | 27    | 03    | Miami              |
| 15 | 18 septembre 1971 | Miami       | Florida State     | 20    | 17    | Miami              |
| 16 | 16 septembre 1972 | Miami       | #20 Florida State | 37    | 14    | Miami              |
| 17 | 29 septembre 1973 | Tallahassee | #18 Miami         | 14    | 10    | Florida State      |
| 18 | 8 novembre 1974   | Miami       | Florida State     | 34    | 08    | Miami              |
| 19 | 15 novembre 1975  | Tallahassee | Miami             | 24    | 22    | Florida State      |
| 20 | 19 septembre 1976 | Miami       | Miami             | 47    | 0     | Florida State      |
| 21 | 24 septembre 1977 | Tallahassee | Miami             | 23    | 17    | Florida State      |
| 22 | 23 septembre 1978 | Miami       | #13 Florida State | 31    | 21    | Miami              |
| 23 | 22 septembre 1979 | Tallahassee | #14 Florida State | 40    | 23    | Miami              |
| 24 | 27 septembre 1980 | Miami       | Miami             | 10    | 09    | #9 Florida State   |
| 25 | 28 novembre 1981  | Tallahassee | #13 Miami         | 27    | 19    | s#14 Florida State |
| 26 | 30 octobre 1982   | Miami       | #14 Florida State | 24    | 07    | #16 Miami          |
| 27 | 12 novembre 1983  | Tallahassee | #6 Miami          | 17    | 16    | Florida State      |
| 28 | 22 septembre 1984 | Miami       | #15 Florida State | 38    | 03    | #4 Miami           |
| 29 | 2 novembre 1985   | Tallahassee | #11 Miami         | 35    | 27    | #10 Florida State  |
| 30 | 1er octobre 1986  | Miami       | #1 Miami          | 41    | 23    | #20 Florida State  |
| 31 | 3 octobre 1987    | Tallahassee | #3 Miami          | 26    | 25    | #4 Florida State   |
| 32 | 3 septembre 1988  | Miami       | #6 Miami          | 31    | 0     | #1 Florida State   |
| 33 | 28 octobre 1989   | Tallahassee | #9 Florida State  | 24    | 10    | #2 Miami           |
| 34 | 6 septembre 1990  | Miami       | #9 Miami          | 31    | 22    | #2 Florida State   |
| 35 | 16 novembre 1991  | Tallahassee | #2 Miami          | 17    | 16    | #1 Florida State   |

| N° | Date              | Lieu          | Vainqueur         | Score | Score | Perdant           |
| -- | ----------------- | ------------- | ----------------- | ----- | ----- | ----------------- |
| 36 | 3 octobre 1992    | Miami         | #2 Miami          | 19    | 16    | #3 Florida State  |
| 37 | 9 octobre 1993    | Tallahassee   | #1 Florida State  | 28    | 10    | #3 Miami          |
| 38 | 8 octobre 1994    | Miami         | #13 Miami         | 34    | 20    | #3 Florida State  |
| 39 | 7 octobre 1995    | Tallahassee   | #1 Florida State  | 41    | 17    | Miami             |
| 40 | 12 octobre 1996   | Miami         | #3 Florida State  | 34    | 16    | #6 Miami          |
| 41 | 4 octobre 1997    | Tallahassee   | #4 Florida State  | 47    | 0     | Miami             |
| 42 | 10 octobre 1998   | Miami         | #8 Florida State  | 26    | 14    | Miami             |
| 43 | 9 octobre 1999    | Tallahassee   | #1 Florida State  | 31    | 21    | #19 Miami         |
| 44 | 7 octobre 2000    | Miami         | #7 Miami          | 27    | 24    | #1 Florida State  |
| 45 | 13 octobre 2001   | Tallahassee   | #2 Miami          | 49    | 27    | #14 Florida State |
| 46 | 12 octobre 2002   | Miami         | #1 Miami          | 28    | 27    | #9 Florida State  |
| 47 | 11 octobre 2003   | Tallahassee   | #2 Miami          | 22    | 14    | #5 Florida State  |
| 48 | 1er janvier 2004  | Miami Gardens | #10 Miami         | 16    | 14    | #9 Florida State  |
| 49 | 10 septembre 2004 | Miami         | #5 Miami          | 16    | 10    | #4 Florida State  |
| 50 | 5 septembre 2005  | Tallahassee   | #14 Florida State | 10    | 07    | #9 Miami          |
| 51 | 4 septembre 2006  | Miami         | #11 Florida State | 13    | 10    | #12 Miami         |
| 52 | 20 octobre 2007   | Tallahassee   | Miami             | 37    | 29    | Florida State     |
| 53 | 8 octobre 2008    | Miami Gardens | Florida           | 41    | 39    | Miami             |
| 54 | 7 septembre 2009  | Tallahassee   | Miami             | 38    | 34    | #18 Florida State |
| 55 | 9 octobre 2010    | Miami Gardens | #23 Florida State | 45    | 17    | #13 Miami         |
| 56 | 12 novembre 2011  | Tallahassee   | Florida           | 23    | 19    | Miami             |
| 57 | 20 octobre 2012   | Miami Gardens | #12 Florida State | 33    | 20    | Miami             |
| 58 | 2 novembre 2013   | Tallahassee   | #3 Florida State  | 41    | 14    | #7 Miami          |
| 59 | 15 novembre 2014  | Miami Gardens | #2 Florida State  | 30    | 26    | Miami             |
| 60 | 10 octobre 2015   | Tallahassee   | #12 Florida State | 29    | 24    | Miami             |
| 61 | 8 octobre 2016    | Miami Gardens | #23 Florida State | 20    | 19    | #10 Miami         |
| 62 | 7 octobre 2017    | Tallahassee   | #13 Miami         | 24    | 20    | Florida State     |
| 63 | 6 octobre 2018    | Miami Gardens | #17 Miami         | 28    | 27    | Florida State     |
| 64 | 2 novembre 2019   | Tallahassee   | Miami             | 27    | 10    | Florida State     |
| 65 | 26 septembre 2020 | Miami Gardens | #12 Miami         | 52    | 10    | Florida State     |
| 66 | 13 novembre 2021  | Tallahassee   | Florida State     | 31    | 28    | Miami             |
| 67 | 5 novembre 2022   | Miami Gardens | Florida State     | 45    | 03    | Miami             |
| 68 | 11 novembre 2023  | Tallahassee   | #4 Florida State  | 27    | 20    | Miami             |
| 69 | 26 octobre 2024   | Miami Gardens | #6 Miami          | 36    | 14    | Florida State     |

## Articles annexes
- Liste des matchs de rivalité en football américain universitaire de la NCAA